# ناتالیا گونچار
ناتالیا آلکساندری گونچار (ارمنی: Նատալյա Ալեքսանդրի Գոնչար؛ زادهٔ ۲۷ دسامبر ۱۹۳۷) مترجم، استاد دانشگاه و تاریخ‌نگار اهل ارمنستان است.

## زندگی‌نامه
وی در ۲۷ دسامبر ۱۹۳۷ در سن پترزبورگ به دنیا آمد و از  فارغ‌التحصیل گشت. وی عضو اتحادیه نویسندگان ارمنستان است. وی برنده جوایزی همچون مدال موسس خورناتسی است.